# Živa Dvoršak
Živa Dvoršak, slovenska športna strelka, * 9. julij 1991, Ljubljana.

## Športni dosežki
Živa Dvoršak, članica Strelskega društva Olimpije iz Ljubljane, se je s športnim strelstvom začela ukvarjati pri trinajstih letih. Za Slovenijo je nastopila na strelskem delu Poletnih olimpijskih iger 2012 v Londonu, kjer je v disciplini z zračno puško na 10 m osvojila enajsto mesto in z malokalibrsko puško v trojnem položaju na 50 m šestintrideseto mesto. Lep uspeh je dosegla z bronastim odličjem z zračno puško na evropskem prvenstvu v danskem Odenseju leta 2013.
Sodelovala je tudi na Poletnih olimpijskih igrah 2016 v Riu de Janeiru, v Braziliji ter se v disciplini z zračno puško uvrstila na sedemnajsto mesto.
Živa Dvoršak je diplomirala iz finančne matematike na ljubljanski Fakulteti za matematiko in fiziko. Med študijem je bila dalj časa v ZDA, kjer je obiskovala Univerzo Zahodne Virginije v mestu Morgantown - njihova univerzitetna strelska ekipa je zadnja leta najboljša v ZDA.